# Can-Am (empresa)
Can-Am es una empresa dedicada a la fabricación de motocicletas.

## Origen y desarrollo
La empresa se originó en 1973, bajo el liderazgo y la dirección del ingeniero estadounidense Gary Robinson y el excampeón mundial de motocross Jeff Smith. Can-Am comenzó fabricando motocross y motocicletas para enduro, utilizando motores provistos por la empresa Rotax de Austria, también subsidiaria de Bombardier. 
Las máquinas fabricadas por Can-Am obtuvieron un reconocimiento inmediato ese mismo año, cuando los corredores que las utilizaban obtuvieron las medallas de oro, plata y bronce, en la International Six Days Trial, competencia reconocida como las olimpíadas del motociclismo fuera de pistas.
En 1974 ese éxito se repitió cuando los pilotos Gary Jones, Marty Tripes and Jimmy Ellis, obtuvieron los tres primeros lugares en la categoría 250cc motocross, en el campeonato nacional de la American Motorcyclist Association 250 cc, utilizando motocicletas de Can-Am.
Los motores Rotax usaban un estilo inusual de toma de aire (intake). Un sistema de discos rotativos era empleado y este plato era repetidamente alterado entre T'n'T (track and trail) y los modelos MX. A este plato se le atribuyó la ganancia en potencia sobre el pistón convencional usado en las motos japonesas. El MX3 fue el modelo más importante de Can-Am.
Pocos años después de la creación de Cam-Am, la corporación Bombardier modificó el enfoque de sus producciones para postergar los productos recreativos y darle prioridad a los equipos industriales primero y a las manufacturas aeronáuticas, luego. Como resultado de ello Can-Am se vio seriamente afectada y sus inversiones significativamente reducidas. En 1983 Bombardier dio la marca en concesión y tercerizó la producción y el desarrollo de las motocicletas de Can-Am a la empresa británica Armstrong/CCM (Clews Competition Motorcycles) de Lancashire. En 1987 Can-Am dejó de fabricar motocicletas.
En 2006, Bombardier Recreational Products reintrodujo en el mercado la marca Can-Am con sus vehículos todo terreno. En 2007, la marca Can-Am se utilizó para lanzar el vehículo de tres ruedas Can-Am Spyder.